# Van Buuren
David en Alice Van Buuren waren Brusselse mecenassen in de 20e eeuw. Zij genieten bekendheid in de museale wereld door hun woning en de stichting die hun naam dragen.

## Levensloop
David Michel Van Buuren (Gouda, 24 mei 1886 - Brussel, 2 september 1955) was van Joodse en Nederlandse afkomst. Hij was een zoon van de uitgever en boekhandelaar Salomon van Buuren (1844-1907) en Hanna van Dantzig (1850-1912). In 1909 vestigde hij zich in België. In Antwerpen leerde hij de bankbediende Alice Piette (1890-1973) kennen. Ze was van bescheiden komaf en toen hij in 1922 met haar trouwde, beschouwde Van Buuren zich als haar Pygmalion en introduceerde ze als zijn Galathea in de culturele en artistieke wereld. Het echtpaar kreeg tot zijn spijt geen kinderen.
Van Buuren werd directeur in de privébank Cassel en Cie. Hij vergaarde er een behoorlijk fortuin. Hij werd ook docent aan de ULB voor het vak financiële deontologie.
In 1940 bracht het echtpaar zijn kunstverzameling in veiligheid en vluchtte naar New York waar het vijf jaar in een suite van het Plaza Hotel resideerde. Van Buuren doceerde verder over financiële deontologie en gaf conferenties  aan de universiteiten van Yale, Chicago, Denver, Berkeley en Los Angeles. Hij zette zich ook in voor het inzamelen van geld ten voordele van Joodse slachtoffers in Europa.
Ook al leefden de Van Buurens eerder teruggetrokken, toch hadden ze heel wat relaties die bij hen op bezoek kwamen. Hierbij zijn onder meer te vermelden: koningin Elisabeth, koning Boudewijn, David Ben-Gurion, Coco Chanel, Jacques Prévert.
Het grootste deel van hun vrienden bestond uit kunstenaars, van wie ze vaak de werken aankochten. De voornaamste onder hen was Gustave van de Woestyne, voor wie ze een jarenlange mecenas waren en van wie ze talrijke werken aankochten. Ze hadden ook relaties met conservators, deskundigen en galeriehouders.
De grootste musea ter wereld werden bedacht met schenkingen van David van Buuren. Aan het museum in zijn geboorteplaats Gouda schonk hij een Annunciatie en een Hubertus-paneel van de schilder Pieter Pourbus.

## Het huis en de tuin Van Buuren

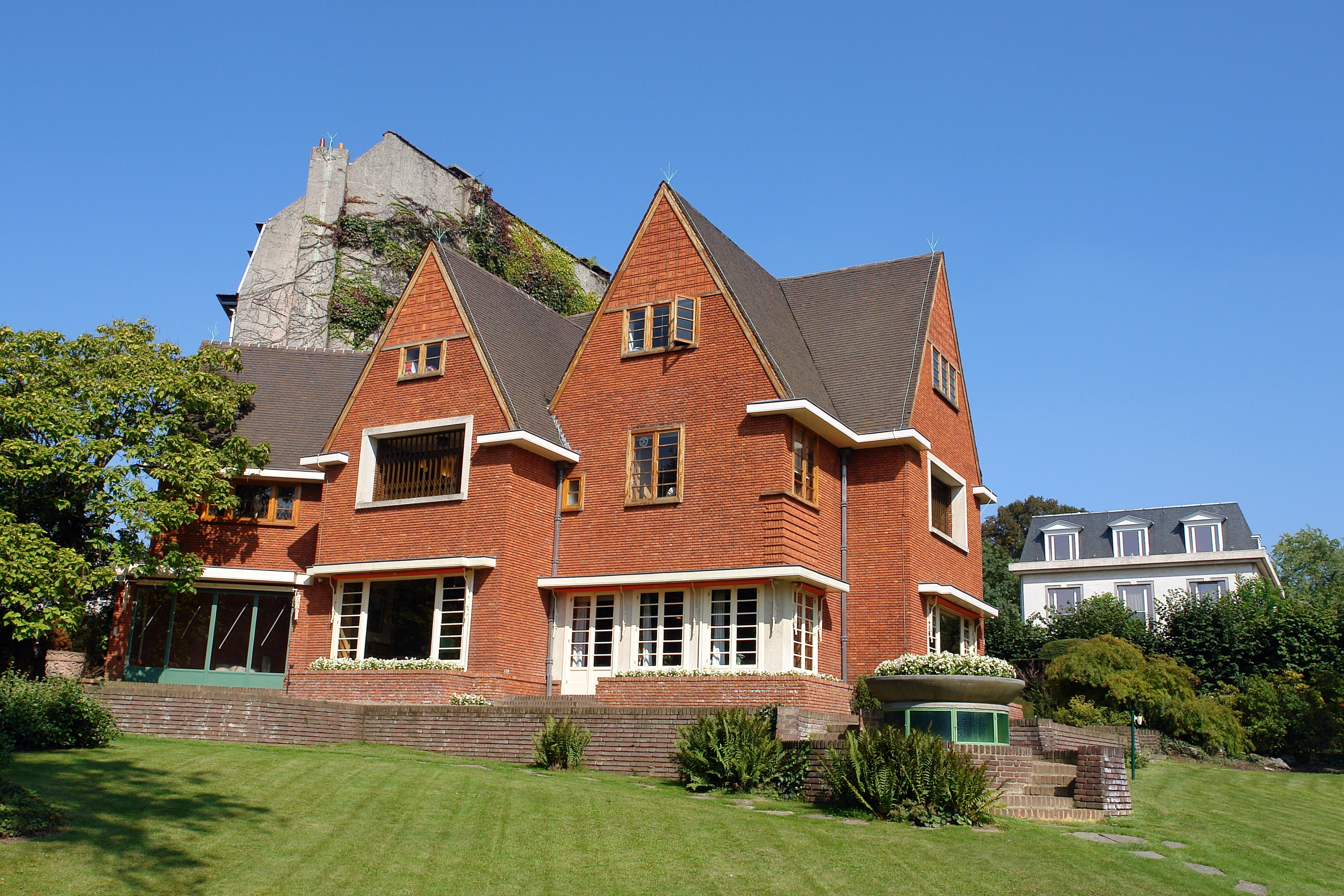
De woning, omgevormd tot Van Buuren Museum

In 1928 werd het huis van de Van Buurens in art-decostijl gebouwd aan de Leo Erreralaan in Ukkel. De architect inspireerde zich op de Amsterdamse school en het huis onderscheidt zich van de vele art-nouveauhuizen die in Brussel waren gebouwd. De daken zijn steil, de vensters van het type 'laddervenster' en de muren opgetrokken in rode baksteen met metselwerk aan de binnenkant en zonder voegwerk aan de buitenkant, zodat de voegen langsdaar wel hol lijken.
Het meubilair dat in dezelfde stijl werd gekozen, bestaat praktisch uitsluitend uit stukken die speciaal voor het huis werden ontworpen. David Van Buuren had in de Internationale tentoonstelling voor kunstambachten in 1925 in Parijs inspiratie opgedaan. De meeste meubels liet hij maken op basis van eigen schetsen door gerenommeerde, meestal Franse, decorateurs en kunstenaars. Het echtpaar bezocht Studio Dominique pour Arts et Décoration in Parijs, de toonaangevende ontwerper van de jaren twintig-dertig. Dominique kreeg opdracht verschillende woonvertrekken van het huis in te richten, onder strikte regie van David Van Buuren. In België koos hij Wynants en Van der Borght uit om de eetkamer en de slaapkamers te ontwerpen, inclusief het originele tafellinnen. De Nederlander J. Gidding tekende patronen voor de tapijten met hun warme kleurschakeringen, plafondlampen voor de eetkamer en de opmerkelijke glas-in-lood-vensters. Léon Cachet – de eerste die glazen meubels ontwierp - zorgde voor de wandversiering en meubelbekleding. De meubels staan ook vandaag nog op hun originele plek in het huis.  Het zeldzaam meubilair, tapijten, glasramen, beeldhouwwerken en schilderijen van internationale meesters bevinden zich nog steeds op hun oorspronkelijke plaats.
De piano in de muziekkamer is een originele art-deco-piano die ooit toebehoorde aan Eric Satie. Tot in de details van glasramen, gordijnen, tapijten werd alles speciaal voor het huis gemaakt. De monumentale luchter in de inkom weegt 800 kg. Hij is gemaakt uit glaspasta en brons en gedecoreerd met bloemen en geometrische elementen.
Oorspronkelijk was de tuin 26 are groot en werd aangelegd door de tuinarchitect Jules Buyssens. Na de dood van David kocht Alice belendende percelen aan, zodat de uitgebreide tuin thans 1,5 ha beslaat. De tuinarchitect René Pechère ontwierp in 1968 een nieuwe tuin, met een labyrint gewijd aan het Bijbelse Hooglied waarin zeven sculpturen (Song of Songs) van de Belgische beeldhouwer André Willequet. Daarnaast de bekende 'tuin der harten', een eerbetoon van Alice aan David. Door de bedachte aanleg met buxus en taxus heeft deze tuin in de winter ook een herkenbare architectuur.
In 2012 en 2013 werden de woning en de tuin gerestaureerd. Om de restauratie van het kwetsbare interieur te financieren liet de stichting op 8 oktober 2013 vijftig kunstwerken uit het depot van de collectie veilen. De stichting besloot tot verkoop omdat de intresten op haar kapitaal te laag zijn om de restauratie te financieren. De te koop aangeboden werken zijn veelal een eerste aankoop en omdat ze vaak uitgeleend werden, kwamen ze regelmatig in beeld. Het gaat om een bloemstilleven van Rik Wouters, boerenfiguren van Gustave Van de Woestyne, een landschap van Permeke en een musicerende clown van Floris Jespers.
Met de verwachte opbrengst van twee miljoen euro wil de stichting de verlichting, het houtwerk, de glasramen, de tapijten en de muurbekleding van zwart paardenhaar restaureren. De stoelen, de tapijten en het textielbehang zullen naar het origineel worden gereconstrueerd.

## Kunstcollectie Van Buuren

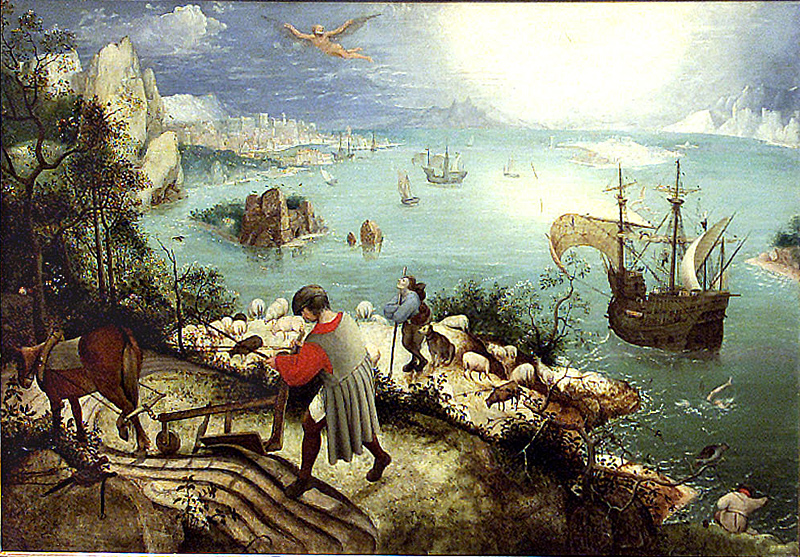
De val van Icarus (naar Bruegel)

De Van Buurens legden, als kunstliefhebbers en mecenassen, een indrukwekkende kunstverzameling aan, die zich nog steeds in de woning bevindt. Ze waren gepassioneerde kunstverzamelaars en hun woning had museale allures. Na Davids dood besloot zijn vrouw, Alice, om het huis vanaf 1973 om te vormen tot een permanent museum met een 24-tal kunstwerken. Bij testament werd de woning in 1975 met inhoud overgemaakt aan een stichting die hun naam draagt. Deze stichting beheert momenteel de schenking.
De schilderijencollectie overspant vijf eeuwen schilderkunst: Vlaamse en Italiaanse meesters van de 15de tot de 19de eeuw. Het omvat werken uit elke periode van de West-Europese kunstgeschiedenis zoals Joachim Patinir, een navolger van Pieter Brueghel de Oude, Hercules Segers en Pieter Jansz Saenredam. De moderne tijd is vertegenwoordigd met werk van Tsuguharu Foujita, Kees van Dongen, Vincent van Gogh, Rik Wouters, Gustaaf De Smet, James Ensor en Constant Permeke.
David van Buuren was de mecenas van Gustave van de Woestijne, voorloper van het surrealisme. Van Buurens collectie omvat 32 werken van de schilder.

## De Stichting Van Buuren
In 1970 richtte Alice de Stichting Alice en David Van Buuren op, aan wie ze het huis en de volledige inboedel en kunstcollectie legateerde. Sindsdien is het geheel een museum dat openstaat voor publieksbezoek en voor culturele activiteiten. De stichting verleent ook beurzen aan studenten van de ULB en de VUB.

## Kunstroof
Uit het Van Buuren Museum zijn maandagnacht 15/16 juli 2013 tientallen kunstwerken gestolen, waaronder La Penseuse van Kees van Dongen. In april 2015 raakte bekend dat dit schilderij wordt gegijzeld. De verzekeringsmakelaar onderhandelde met de dieven over een losgeld, maar de onderhandelingen werden zonder resultaat stopgezet. Achteraf bleek dat losgeld zou worden gebruikt voor het financieren van terreuraanslagen. In afwachting van een mogelijke recuperatie heeft het museum de geroofde kunst vervangen door kopies.